# 巴西頓 (堪薩斯州)
巴西頓（英語：Brazilton）為位在美國堪薩斯州克勞福德縣的非建制地區，坐落在3號堪薩斯州州道上。

## 歷史
此社區之名稱於1882年由居住於此的農民托馬斯·巴西（Thomas Brazil）所命名。
此社區境內的郵政局於1882年10月5日開設，期間持續營運直到1966年6月17日終止。
此社區在艾奇遜，托皮卡和聖塔菲鐵路匹茲堡和查紐特（Pittsburg & Chanute）支線上設有車站及裝運點。